# Huamantanga (distrito)
O Distrito peruano de Huamantanga é um dos sete distritos que formam a Província de Canta, situada na Região de Lima.

## Transporte
O distrito de Huamantanga é servido pela seguinte rodovia:
- PE-20A, que liga o distrito de Tinyahuarco (Região de Pasco) à cidade de San Martín de Porres (Província de Lima)
- LM-108, que liga a cidade de Aucallama ao distrito de Santa Rosa de Quives
- LM-110, que liga a cidade de Sumbilca ao distrito de San Buenaventura [2][3][4]